# Остапківці (Коломийський район)
Оста́пківці — село в Україні, у Гвіздецькій селищній громаді Коломийського району Івано-Франківської області.

## Розташування
Віддаль від села до районного центру — 22 км, до обласного центру — 75 км. Через село проходить дорога Озеряни — Кути та залізниця Івано-Франківськ — Шепетівка. Село Остапківці межує із селом Чехова, селищем Гвіздець, селом Виноград, Прикмище та Руднівка (Хвалибога) Городенківського району. Вздовж села з лівого боку з півночі на південь протікає річка Чорнява, яка впадає в Прут. Назви кутків села: Березки, На толоці, Під виноградом. Вулиці села: Івана Франка, Шевченка, Лесі Українки, Лісна, Церковна, Бічна, Коротка, Садова, Стефаника, Будівельна, Молодіжна, Польова.

## Населення
Станом на 01.01.2008 року населення по сільській раді становило 1074 чол., кількість господарств 388, у тому числі по с. Остапківці населення становило 722 чол., кількість господарств 271 чол., по с. Чехова населення становило 352 чол., кількість господарств 118.

### Мова
Розподіл населення за рідною мовою за даними перепису 2001 року:
| Мова       | Кількість | Відсоток |
| ---------- | --------- | -------- |
| українська | 742       | 99.20%   |
| російська  | 5         | 0.67%    |
| болгарська | 1         | 0.13%    |
| Усього     | 748       | 100%     |

## Історія
Назва походить від патронімної назви Остапко (1441 р.).

### Перша історична згадка
Село Остапківці — один із найстаріших населених пунктів Покуття. Цього року йому минуло 594 роки. За деякими документальними даними, перша писемна згадка про це поселення відноситься щонайменше до 1378 року. У підтверджувальній грамоті польського короля Володислава Ягайла, виданій 26 жовтня 1416 року в Неполоміце Вахну Тептюковичу з Тисмениці на володіння цілим рядом населених пунктів, розташованих на Прикарпатті, числиться й село Остапківці. Однак це не було власне дарчою грамотою, а підтвердження грамоти Ягайлавого попередника — князя Володислава Опольського. Як відомо, князь В. Опольський одержав 10 листопада 1372 року від польсько-угорського короля Людовика у володіння Червону Русь, і володів нею до 13 січня 1379 року. За цей короткий час князь В. Опольський надав у тимчасове і довічне володіння своїм васалам сотні населених пунктів Прикарпаття. Серед них подибуємо й Видинів, Орелець, Гвіздець, Остапківці, Стопчатів та ін. На жаль, через відсутність дорогої князівської грамоти Вахну Тептюковичу на довічне володіння селами немає можливості довідатися, коли саме, у якому році він став власником цього поселення. В. Тептюкович володів селом понад 40 років, але до якого саме часу — невідомо. У 1439—1448 рр. Остапківцями володів Прокіп зі Стрімку та Ганівців, а відтак — його спадкоємці. Цілком можливо, що цей Прокіп був сином або близьким родичем Вахна Тептюковича, адже Вахну разом з багатьма прикарпатськими поселеннями належало й село Стрілища на Львівщині. 5 жовтня 1475 року Прокопович з Гвіздця (спадкоємець Прокопа зі Стілищ) упосадив у селі Остапцівці порахільний костел, на честь Благовіщення Народження Панни Марії і «приписав» до нього свою власність: села Малий і Великий Гвіздець, Видинів, Рудники, Сороки. Ці самі села, як власність Андрія Прокоповича згадуються в документах галицького гродського суду за 6 січня 1494 р..

### Війни
В селі було зареєстровано два Січових Стрільці:
- Дем'янчук Євген Онуфрійович — 1897 р.н.,
- Палій Дмитро Миколайович — 1901 р.н.

На 01.01.1939 в селі проживало 1020 мешканців, з них 950 українців-грекокатоликів, 5 українців-латинників, 50 поляків і 15 євреїв. Село входило до складу ґміни Ґвоздзєц Място Коломийського повіту Станиславівського воєводства Польщі.
В роки Другої світової війни в боях загинуло 39 осіб.
На даний час у селі проживає два інваліди Німецько-радянської війни, п'ять учасників бойових дій та шість учасників бойових дій в Афганістані.
В селі проживає двоє осіб реабілітованих, які в 1944-46 роках були вивезені на примусові роботи до Сибіру, та шість осіб, які були вивезені на примусові роботи до Німеччини.

### Сучасна історія
До 17 березня 1986 року Остапківці належали до Городенківського району.
Зараз село Остапківці входить до складу Остапківської сільської ради і є центром сільської ради. Сільська рада є новоутвореною радою і утворена рішенням Івано-Франківської обласної ради 09 липня 1991 року. Розпочала свою роботу сільська рада 01 січня 1992 року. До складу сільської ради входять два села — Остапківці та село Чехова.

## Населення

### Мова
Розподіл населення за рідною мовою за даними перепису 2001 року:
| Мова       | Кількість | Відсоток |
| ---------- | --------- | -------- |
| українська | 742       | 99.20%   |
| російська  | 5         | 0.67%    |
| болгарська | 1         | 0.13%    |
| Усього     | 748       | 100%     |

## Пам'ятки
- пам'ятний хрест на честь скасування панщини, який встановлено на толоці біля дитячого садочка. Це є однораменний, камінний хрест, встановлений на одноступінчастому постаменті, 2х2, 2 м висотою 1.8 м.
- центрі села біля пам'ятника загиблим воїнам-односельчанам насипано і освячено символічну могилу «Борцям за Волю України» та встановлено на її вершині фігуру Матері Божої із двома ангелами.
- загиблим односельчанам в роки німецько-радянської війни, який розташований в центрі села.
- пам'ятний хрест на честь відродження Христової віри, який встановлений між автобусною зупинкою та капличкою в 1991 році.
- пам'ятний хрест на хвалу Божу в центрі села (на роздоріжжі) жителями села Гринюком Іваном та Іриною в 1991 році.

### Церква
На території села діє церква святого Миколая, яка побудована в 1855 р. Належить до УПЦ КП, священик о. Юрій.
Всі жителі села сповідують одну конфесію. Храмове свято в селі — на день святого Миколая, 19 грудня.
Цвинтар один: навколо церкви старий, який продовжується як діючий.